# Улица Губина (Санкт-Петербург)
Улица Гу́бина — улица в Кировском районе Санкт-Петербурга. Проходит от Промышленной улицы до улицы Зои Космодемьянской.

## История
Наименование улица Губина получила 10 июля 1950 года в честь Н. П. Губина, воздушного стрелка-радиста, участника обороны Ленинграда, Героя Советского Союза.

## Достопримечательности
- Молвинский сад